# دانیو مالابار
مالابار دانیو (Devario malabaricus) یک گونه ماهی گرمسیری متعلق به خانواده کپورماهیان است. خاستگاه این ماهی کشور سریلانکا و سواحل غربی هند می‌باشد. این دانیوی زیبا از طریق تجارت ماهی‌های آکواریومی در سراسر جهان گسترش پیدا کرده است. حداکثر تا ۶ اینچ (۱۵ سانتیمتر) رشد می‌کند اما در آکواریوم به ندرت به سایزی بیش از ۴ اینچ (۱۰ سانتیمتر) می‌رسد.
دانیو مالابار در اقلیم گرمسیری و در طیف گسترده‌ای از آب‌ها، از نهرهای کوهستانی گرفته تا برکه و آبگیرهای کوچک، یافت می‌شود، ولی آب‌های زلال و روان را بیشتر ترجیح می‌دهد. این ماهی فعال و اجتماعی است که ترجیح می‌دهد بصورت گله باشد. رژیم غذایی آن از حشرات و مواد گیاهی تشکیل شده است.
دانیوهای مالابار تخم‌گذار هستند و پس از باران‌های شدید در لابلای گیاهانی که در کف آبهای کم عمق رشد می‌کنند تخم‌ریزی می‌کنند. یک دانیوی بالغ حدود ۲۰۰ تخم چسبنده به رنگ نارنجی روشن می‌گذارد که نوزادان در عرض یک تا دو روز از تخم بیرون می‌آیند. بچه ماهی بعد از روز پنجم به صورت آزاد شنا می‌کند. نر و ماده تخمگذار باید از آکواریوم خارج شوند تا از خورده شدن تخمها جلوگیری شود.